# Замершая беременность
Замершая бере́менность (ЗБ; неразвивающаяся беременность, несостоявшийся выкидыш, англ. missed abortion) — аномальное прекращение развития плода на ранних сроках беременности с сохранением продуктов зачатия в полости матки.
Замершую беременность диагностируют преимущественно в первом триместре беременности. Первые проявления — выделения и кровотечения на ранних сроках, вначале безболезненные, затем с болезненными сокращениями матки. Причиной гибели плода могут быть как наследственные факторы, например кариотип, так и экзогенные (например, воздействие ионизирующей радиации).

## Клиническая картина
Если плод погибает в матке и не выходит самостоятельно в течение 3—4 недель, у 10 % женщин могут появиться симптомы общей слабости, повышения температуры тела и головокружения. В первые 12 недель беременности, у женщин могут исчезнуть слюнотечение, тошнота и рвота, что является типичными признаками гибели плода. Во второй половине беременности женщины могут заметить прекращение движения плода. После гибели плода, на 3—6-й день, женщины могут заметить размягчение молочных желёз и выделение молока вместо молозива. Если гибель плода произошла после 25 недель, то нагрубание молочных желёз и выделение большого количества молока также может произойти.
Показатели замершей беременности:
- Анализ на ХГЧ (хорионический гонадотропин человека) — уровень ХГЧ не растёт или падает.
- На УЗИ органов малого таза — нет динамики развития плода, либо плодное яйцо — без эмбриона (анэмбриония), эмбрион отсутствует при размере плодного яйца более 25 мм.

## Генетические причины остановки развития беременности
Остановка развития беременности на ранних сроках в 50 % случаев обусловлена генетическими причинами. Для того чтобы понять причины и оценить риск невынашивания беременности рекомендован анализ кариотипа материала плода и обоих родителей. Большая часть случаев невынашивания беременности в первом триместре является естественным процессом, призванным не допустить развитие эмбрионов с генетическими сбоями. Внести изменения в генетический материал или исправить его у образовавшейся зиготы или эмбриона уже нельзя, поэтому беременность прерывается. Современные методы исследования позволяют определить как численную патологию хромосом, так и структурные изменения, которые могли стать причиной остановки развития беременности на ранних сроках. Проведение генетического исследования рекомендовано в случае невынашивания даже первой беременности, для прогнозирования развития и течения следующей беременности.
К генетическим причинам остановки развития беременности относятся количественные изменения числа хромосом и хромосомные перестройки.
- Количественные изменения (моносомии, трисомии, триплоидии, тетраплоидии). Чаще других аномалий встречаются трисомии — в 61,2 % случаев, затем следуют триплоидии — в 12,4 % случаев, моносомии Х — в 10,5 % случаев, тетраплоидии — в 9,2 % случаев и структурные хромосомные аномалии — около 5 % случаев.
- Структурные хромосомные перестройки. При таких мутациях происходит изменение структуры хромосом. Такие перестройки могут возникать спонтанно, а их частота резко возрастает под действием мутагенных (физических или химических) факторов. Также они могут наследоваться от родителей. Структурные перестройки могут быть сбалансированные, когда меняется расположение генетического материала, но он весь сохраняется (транслокации, инверсии, инсерции) и несбалансированные, когда появляется дополнительный или исчезает часть генетического материала, что нарушает генный баланс и может привести к изменению признаков организма (робертсоновские транслокации, делеции, дупликации)[3][4].

Материал и методы определения кариотипа плода
Материал для определения кариотипа может быть представлен ворсинами хориона, плодным яйцом, тканями плода, тканью пупочного канатика, тканью плаценты.
Выделяют следующие методы определения кариотипа плода:
- Цитогенетическое исследование — классический анализ абортивного материала для определения грубых нарушений в кариотипе плода (дополнительные и недостающие хромосомы (анеуплодии), мозаицизм более 50 %). Однако, большинство хромосомных аномалий не может быть выявлено с помощью стандартных цитогенетических методов из-за своего малого размера.
- Хромосомный микроматричный анализ (ХМА). Более современная и сложная технология исследования кариотипа с помощью молекулярно-генетического метода с применением специально подготовленной микроматрицы или ДНК-чипа. Данный метод имеет более высокую разрешающую способность, позволяющую обнаружить мелкие структурные изменения кариотипа, размер которых в 400 раз меньше, чем те, которые определяются классическим методом кариотипирования (анеуплоидии, триплоидии, дупликации и делеции, однородительская дисомия и др., мозаицизм более 10 %).
- Флуоресцентная гибридизация in situ (FISH). В последнее время используется методика так называемого спектрального кариотипирования, в основе которой лежит гибридизация меченной флуорохромом пробы (ДНК-зонда) с комплементарной ей определенной хромосомной структурой. Зонды гибридизуются (связываются) с комплементарными участками ДНК и позволяют видеть присутствие, количество и точную локализацию хромосом. Такой метод облегчает выявление гомологичных пар хромосом, а также позволяет обнаружить межхромосомные транслокаций (участки, отличающиеся от спектра остальной хромосомы)[6].

## Лечение
Для прерывания замершей беременности до 14—16 недель используются методы эвакуации плодного яйца, такие как инструментальное опорожнение полости матки, вакуумная аспирация или расширение цервикального канала и кюретаж. После этого проводится гистероскопический контроль, во время которого оценивается локализация плодного яйца и состояние эндометрия, а также удаляется плодное яйцо с промыванием полости матки антисептическим раствором.
При прерывании замершей беременности во II триместре используются медикаментозные методы, такие как введение раствора натрия хлорида или простагландинов, антипрогестагенов в сочетании с простагландинами или изолированное применение простагландинов. Одним из эффективных методов опорожнения матки при антенатальной гибели плода является интраамниальное введение лекарственных средств, индуцирующих родовую деятельность. Этот метод применим при нормальном количестве амниотической жидкости.